# North Bradley
North Bradley är en ort och civil parish i Storbritannien.   Den ligger i grevskapet Wiltshire och riksdelen England, i den södra delen av landet, 150 km väster om huvudstaden London. North Bradley ligger 51 meter över havet och antalet invånare är 1 754.
Terrängen runt North Bradley är huvudsakligen platt, men åt sydost är den kuperad.Runt North Bradley är det ganska tätbefolkat, med 239 invånare per kvadratkilometer. Närmaste större samhälle är Trowbridge, 2,7 km norr om North Bradley. Trakten runt North Bradley består till största delen av jordbruksmark.